# デッドプール2
『デッドプール2』（Deadpool 2）は、マーベル・コミックのキャラクター「デッドプール」をベースとする、2018年のアメリカのスーパーヒーロー映画。監督はデヴィッド・リーチ、脚本はレット・リース、ポール・ワーニック、ライアン・レイノルズが務め、レイノルズ、ジョシュ・ブローリン、モリーナ・バッカリンらが出演する。「X-MEN」映画シリーズの11作目であり、『デッドプール』（2016年）の続編である。

## ストーリー
前作から2年後。ウェイド・ウィルソン（デッドプール）はガールフレンドのヴァネッサと同棲して、ヒーロー活動を続けていたが、麻薬カルテルの襲撃の巻き添えでヴァネッサが死んでしまう。自責の念からウェイドは自殺を図り、爆死に失敗したところでX-MENのメンバーのコロッサスによって保護される。コロッサスはウェイドをミュータントの学校にしてX-MENの本部である「恵まれし子らの学園」へと連れて帰ると、彼を諭し再びX-MENへと勧誘する。ウェイドはこれに渋々同意する。
見習いとして最初の任務に挑んだウェイドは、14歳のミュータント孤児であるラッセル・コリンズ（ファイヤーフィスト）の暴走を止める。能力抑制装置を付けられたラッセルが施設の理事長と職員達から日常的に虐待を受けていることに気付いたウェイドは、職員らに発砲し数人を殺害する。ウェイドは拘束され、ラッセルと共にミュータント専用の刑務所「アイスボックス」に連行される。自身も能力抑制装置を付けられたウェイドは、ヒーリング・ファクターが抑制されたため末期ガンが再発、協力を訴えるラッセルを無視してゆるやかな死を望む。そこへ、遠い未来からタイムトラベルしてきた謎の男ケーブルが現れ、ラッセルの命を狙う。刑務所全体が混乱に陥った中で、ウェイドは重症の身をおしてラッセルを庇いながらケーブルに挑むも圧倒されてしまう。捨て身の攻撃で致命傷を負うが、その拍子に能力抑制装置が外れヒーリング・ファクターが復活、自爆してケーブルを退けるが自身もアイスボックスの外へ放り出される。ラッセルは生き残り、ひとり刑務所へと戻る。
何度か死にかけ、その中でどうしてもヴァネッサのいる死後の世界に行けないウェイドは、そこでヴァネッサから「心が正しい場所に無い」と言われ、その言葉の意味をケーブルからラッセルを守る事だと解釈し、悪友ウィーゼルと共に求人広告を使って味方のミュータントを集めてチーム「X-フォース」を結成し、ラッセルと他の受刑者を乗せた護送車を追跡するが、作戦開始早々、ヘリからの降下中に吹く風の強さから予定の航路がずれ、各々の身に起きた不慮の事故により、X-フォースの新規メンバーはドミノを除いて全員死亡してしまう。護送車を追跡中にケーブルも現れウェイド、ドミノと戦う。その最中、ラッセルはアイスボックスで心を通わせた凶暴な巨大ミュータントのジャガーノートの拘束を解いて護送車を破壊させ、脱出に成功する。ウェイドは、ジャガーノートに上半身と下半身を引き千切られるもラッセルを懸命に説得する。しかし、ラッセルは戦闘不能になったウェイドを見捨ててジャガーノートとともに逃げてしまう。
身体を再生させるため、盲目の老婆アルの家に居候していたウェイドの元にケーブルが現れ、突如協力を仰ぐ。彼はラッセルが将来猟奇的な殺人ミュータントに成長し、最終的にはケーブルの家族を殺害するという未来を説明する。事情を知ったウェイドは、ラッセルを救うために説得して殺人を思い止まらせることをケーブルに提案し、ケーブルは説得に30秒の猶予を与えるという条件を出し、ウェイドはこれを了承する。ウェイドとケーブルが養護施設に向かうと、そこにラッセルもジャガーノートを従えて現れた。ラッセルはウェイドの説得を無視し、理事長を殺すために施設内に入っていく。ジャガーノートに苦戦しているところへ、コロッサスらが到着する。彼らにジャガーノートを任せ、ウェイドとケーブルはラッセルを追うが、復讐心に囚われているラッセルはウェイドを拒絶する。ウェイドは能力抑制装置を首に付けて自分を殺すよう暴走するラッセルに言うが、しびれを切らしたケーブルがラッセルに向けて発砲する。咄嗟にウェイドはラッセルの前へ飛び出してラッセルを銃弾から救うが致命傷を負う。自分を守ったウェイドの行動を見たラッセルは、理事長への復讐を思いとどまる。その直後、ケーブルは自分の娘の形見として携えていたぬいぐるみが黒焦げの姿から元通りになったことで未来の家族が無事であることを知る。ウェイドはコロッサスが装置を外そうとすることを拒否し、ケーブルとドミノ、ラッセルやコロッサス達に感謝の旨を伝えた後、ラッセルの腕の中で息絶える。
ウェイドの行動に心動かされたケーブルはタイムマシンを作動させて養護施設での戦いが始まる直前の時間へと戻り、ウェイドの懐にヴァネッサの形見である鉛のコインをひそかに仕込み、その後自分が撃った銃弾をそこへ当てるように仕向けて彼の命を救う。ウェイドは銃弾を受けたコインを見て、ケーブルのとった奇妙な行動について理解する。
タイムマシンを作動させるためのエネルギーを使い切り、未来に帰れなくなってしまったケーブルの身を案じるウェイドだったが、当のケーブルは荒廃した未来を変えるため、このまま残ることを告げる。戦いを終えて施設を去ろうとしたウェイド達のもとへ理事長が現れ侮辱の言葉を浴びせるがドーピンダーが運転するタクシーが突っ込み、全ての戦いが終わる。ネガソニックとユキオは施設のミュータントの子供達を学園で保護するべく子供達をジェットへと乗せ、ウェイド達は興奮するドーピンダーを連れて施設を去る。
その後、ケーブルのタイムマシンは修理されウェイドに渡される。ウェイドはタイムマシンで過去に戻り、ヴァネッサやピーターの命を救い、ついでに更に違う時間（あるいは異なる世界）を訪れてウェポンXIとなった別世界のウェイドや、主役に抜擢され大喜びするライアン・レイノルズなどを（主にレイノルズの汚点を払拭するために）次々と葬っていく。

## 登場人物 / キャスト
ウェイド・ウィルソン / デッドプール
演 - ライアン・レイノルズ、日本語吹替 - 加瀬康之
元特殊部隊員で、ニューヨークでトラブルシューターをしながら日銭を稼ぎ生活していた傭兵。後天的に不死身に近い治癒能力を得たミュータント。前作で自分をミュータントへと変えたエイジャックスを倒し、人質となった恋人ヴァネッサを救った。
日本語版における一人称は「俺」または「俺ちゃん」。元特殊部隊員であるため身体能力や反射神経が高く、様々な銃器や刀の高度な扱いや武術等にも精通している。あらゆるポップカルチャーに詳しく、比喩や会話の最中によく織り混ぜて話すことが多い。かなりのおしゃべりで、どんな状況でもユーモアのセンスを失わずに喋り続ける。特に意見の合わない相手には女性のような仕草をしたり、下品な言葉を浴びせたりして逆上させ、自身のペースに落とし込む。今作ではケーブル相手にも平気で下ネタを浴びせる。その一方、過去に育児放棄したアルコール依存症の父親と過ごしていたため、自身が父親になることに悩む姿も見せる。
本作の語り部であり、第四の壁を無視して観客に語りかける。同じX-MENシリーズのキャラクターであるウルヴァリンの『LOGAN/ローガン』や他のキャラクターを本作に出演させなかったスタッフに文句を言ったり、劇中の演出を操ったりすることができる。殺人を考えるラッセルと彼を狙うケーブルを救う事をテーマだと据えており、R指定にされた今作を「ファミリー向け」だと訴える。
本作ではヴァネッサと再び同居しながら、傭兵「デッドプール」として活動している。ヴァネッサとの記念日に、その日殺し損ねたターゲットに夜襲を掛けられ彼女を失ってしまう。その後は様々な方法で自殺を図るが上手くいかず、爆死に失敗したところをコロッサスに保護される。自身を諭したコロッサスの誘いを受けてX-MENへと加入し、見習いとして活動することとなった。
そんなある日、未来から来た戦士ケーブルから孤児のミュータントのラッセルを守るべく、悪友ウィーゼルと共にミュータントのリクルート活動を行い、彼曰わく、最強鬼ヤバヒーローチーム「X-フォース」を結成する。
ミッド・クレジット・シーンでタイムトラベルを行い、ヴァネッサやピーターの生存に寄与し、パラレルワールドのデッドプール（ウェポンXI）や『グリーン・ランタン』への出演が決まったライアン・レイノルズを殺害するなど、タイムラインを引っ掻き回す。
ケーブル
演 - ジョシュ・ブローリン、日本語吹替 - 大塚明夫
50年後の荒廃した未来からやってきた戦士。テクノウィルスに感染した影響で半身がサイボーグ化されており、自前のハイテク銃と現代の武器を融合させたライフル等の様々なハイテク武器を扱う。義手であるバイオニックアームには強力なバリア発生装置が仕込まれている。ダブステップが嫌い。未来ではデッドプールと同様に傭兵を生業としている。
ウェイドから言葉尻を取られたり、戦闘の流れ弾でブラック・トムを殺害した事からレイシスト扱いされているほか、ジョシュ・ブローリンが演じているため「サノス」呼ばわりされたり、コミック版より背が低いことを指摘されているが、彼もウェイドを「お前はヒーローじゃなく、ボンデージスーツ着た唯のウザいピエロだ」と言う等、辛辣な皮肉や太々しい態度で応戦している。
猟奇殺人鬼と化したミュータントであるラッセルに愛する家族を殺されてしまい、未来を変えるべく小型のタイムマシンで未来からタイムトラベルする。まだ少年のラッセルを狙いミュータント収容施設「アイスボックス」を襲撃するが、彼を守ろうとするデッドプールと衝突し結果的に大きな騒動を巻き起こすことになる。
ヴァネッサ
演 - モリーナ・バッカリン、日本語吹替 - 林真里花
元娼婦でウェイドの妻。前作では、ミュータント能力を手に入れた代償に全身が焼けただれたような姿になったウェイドを受け入れ、彼を心から愛している。ウェイドとの会話のなかで、『スター・ウォーズシリーズ』に詳しいことが窺える。
記念日にウェイドへのプレゼントとして、それまで自身の子宮に入れていた子宮内避妊器具を渡し、彼との子供を作る事を夢見るも、ウェイドに復讐するためにアパートを襲撃したカルテル達との戦いの巻き添えで殺されてしまい、その後はウェイドの曖昧な意識が見せる走馬灯として彼を導く。その後、修理されたケーブルのタイムマシンを使ってタイムトラベルしたウェイドによって救われることになる。
ライアン・レイノルズは彼女の復活に消極的であったが、最終的にピーターの救出など他のシーンと共に映像化された。
ラッセル・コリンズ / ファイヤーフィスト
演 - ジュリアン・デニソン / 青年期 - サラ・ベイカー 、日本語吹替 - 皆川純子
登場時はファイヤーフィストを名乗り、拳（ウェイド曰く「肘まで」）から炎を放つことができる能力を持つミュータントの少年。美形で小太り。自らが住んでいるミュータントの児童養護施設の前で能力を使い暴れていたところを逮捕され、ウェイドと共に能力抑制装置を首に装着され、ミュータント収容施設「アイスボックス」に収監される。自分を虐待をした理事長を恨み、復讐を画策している。
アイスボックス収監後は看守の持っていたボールペンを、恐らくは肛門に隠し持っていたため非常にウェイドからは嫌がられているが、劇中では何度かそのペンが役に立つ場面もある。
理事長への復讐後に殺人の快感を覚え、ケーブルのいる未来世界では次々と人々を殺し続けていた。自身の殺人を止めようとしたケーブルへの見せしめとして彼の妻子を焼き殺したことにより、ケーブルが時を遡って過去のラッセルを狙うことになる。
ドミノ
演 - ザジー・ビーツ、日本語吹替 - 佐古真弓
ウェイドとウィーゼルのリクルートでやってきた、X-フォースのメンバーとなる女性。「非常に運が良い」という能力を持つミュータントであり、身体能力や戦闘力も高くケーブルと互角に戦う。
自身で運を操作することは出来ないが、自分の行動が巡り巡って最良の結果を生むという。実は、ラッセルが暮らすミュータント児童養護施設「エセックス」の出身者でもあり、ラッセルと同様に虐待されていた。ウェイドがリクルートしたX-フォースで唯一の生存者となり、その結果自身の過去と決別してウェイドやケーブルといった新しい家族を得るに至る。
ウィーゼル
演 - T・J・ミラー、日本語吹替 - 佐藤せつじ
ウェイドのような傭兵達が仕事を求めて行きつける酒場「シスターマーガレットのバー」の店主。ウェイドの悪友。ウェイドの依頼でX-フォースの構成員のリクルート活動を行う。前作から引き続き痛い目を見ることを拒んでおり、ケーブルに囚われると拷問されるより先に自分の知るラッセルの護送ルートやデッドプールの作戦の情報を洗いざらい吐いてしまう。本人曰く、「怖いと勃起する」らしい。
今作では殺し屋を目指してやってきたドーピンダーを店員として雇っており、何でも顔を突っ込む彼に辟易としている。
ブラインド・アル
演 - レスリー・アガムズ、日本語吹替 - 一柳みる
盲目の老婆。ウェイドのルームメイト。コカインを常用しており、彼女の家には銃の他にもウェイドのコカインも一緒に保管してある。護身用の銃を持っているが、盲目のためよく誤った方向を狙う。
心身ともに衰弱したウェイドはよく彼女のもとを訪れる。
ドーピンダー
演 - カラン・ソーニ、日本語吹替 - 影平隆一
インド系のタクシー運転手の男性。前作でウェイドに出会ってから彼に協力しており、彼の助言で恋敵だった従兄弟のバンドゥーを痛め付け（ウェイド曰く「殺した」）、復讐を果たした。
今作では、自らウェイドのサイドキックを名乗り出て、タクシー運転手と兼任しながらウィーゼルの元で下働きを始める。但し、彼らの評判は散々であり、X-フォースのリクルート面接では、スーパーパワーを持たないピーターを採用した事に対し嫉妬した。又、エセックスでの最終決戦では当初、ウェイド達と共に立ち向かうが、ジャガーノートに尻込みして一旦引き下がる。しかし、最終的にはエセックスを去ろうとするウェイド達を罵倒する理事長をタクシーで轢き殺し、「俺の勇気でやっつけたぞ！！」と歓喜の声を上げていた。
コロッサス
声 - ステファン・カピチッチ、日本語吹替 - 木村雅史
ミュータントのヒーローチーム「X-MEN」のメンバーであるミュータント。頑強な鋼鉄の身体と驚異的な怪力を持つ。ミュータントの学校である「恵まれし子らの学園」では教師を務めている。正義感が強く真面目な性格をしているが、ウェイドからは「優等生キャラ」「学級委員長タイプ」、ラッセルからは「ロボコップ」、ジャガーノートからは「赤い国から来た筋肉馬鹿」と揶揄されている。以前よりウェイドをX-MENに誘い続けており、今作でついに彼を見習いとして引き入れることに成功する。
ウェイドの兄貴分のような存在であり、彼を想って保護し、新しい家族として接しようとする。今作序盤で殺人を禁じる学園のルールすら簡単に破ったウェイドの過激な正義に愛想を尽かし決別してしまうが、ウェイドのラッセルを守りたい気持ちに心動かされ、ウェイドに「今こそ、汚い手を使う時だ」と語り、決戦にはネガソニックとユキオに先行する形で彼に加勢し、前述の言葉通り、体格で勝るジャガーノートに対して柵を折り曲げて目潰しをする等、熾烈な肉弾戦を演じる。
ネガソニック・ティーンエイジ・ウォーヘッド
演 - ブリアナ・ヒルデブランド、日本語吹替 - 嶋村侑
ミュータントのヒーローチーム「X-MEN」のメンバーで、コロッサスとバディを組んでいた女性ミュータント。いつも不機嫌そうな顔をしている。前作では坊主頭だったが今作では髪を伸ばしている。しかし、髪型が似ているためかラッセルからは「ジャスティン・ビーバー」と呼ばれている。
原子力のエネルギーを放出する能力を持ち、エネルギーを盾として展開することも可能。今作ではレズビアンであることが明かされ、恋人のユキオと行動を共にする。
ユキオ
演 - 忽那汐里、日本語吹替 - 忽那汐里
ミュータントのヒーローチーム「X-MEN」のメンバーである、日系人の女性ミュータント。不愛想なネガソニックとは正反対に明るく人懐っこい性格の持ち主で、初対面のウェイドにも明るく接する。帯電能力を持ち、鎖に電気を流して攻撃を行う。ネガソニックとは同性の恋人同士であり、バディとしても共に行動している。
理事長
演 - エディ・マーサン、日本語吹替 - 魚建
ラッセルが暮らすミュータント児童養護施設「エセックス」の理事長。ミュータントを嫌っており、保護しているミュータントの子供達に、他の職員達と日頃から「癒し」と称して虐待しており、ラッセルや他の子供達から恨まれている。そのためにラッセルに報復として殺害され、彼が未来の世界において殺人鬼になる原因を作った全ての元凶ともいえる人物。そのためウェイド達からも「死んで当然かもしれない」「レベルの低い奴」「変態」と酷評されている。
その後、デッドプールの介入によって殺されずに済むが、それでも己の非業を認めず養護施設を去ろうとするデッドプールたちを罵倒するが、突如乱入してきたドーピンダーの乗ったタクシーに轢かれ死亡した。
ブラック・トム
演 - ジャック・ケシー、日本語吹替 - 辻井健吾
ミュータント収容施設「アイスボックス」に収容されている囚人達のボス。ミュータントであるらしいが、その能力は不明。ケーブルの襲撃後、他のミュータント達と共に他の収容施設に移動となるが、護送車でのウェイドとケーブルの戦闘の中で、ケーブルの誤射によって死亡する。
ベドラム
演 - テリー・クルーズ、日本語吹替 - 三宅健太
ウェイドとウィーゼルのリクルートにやってきた、X-フォースメンバーとなるミュータント。電磁波を操る能力を持ち、人々の脳に流すと不安や苦痛を与えられる。護送車襲撃時は比較的安定して降下していたが着陸直前に走行中のバスに正面から激突してしまう。その後一般人に心肺蘇生を行われていたが生死は不明。
シャッタースター
演 - ルイス・タン、日本語吹替 - 中村悠一
ウェイドとウィーゼルのリクルートにやってきた、X-フォースメンバーとなるミュータント。能力は不明だが、宇宙人を自称しており、地球人より全てにおいて優れているらしい。護送車襲撃時に離陸しようとしていたヘリコプターのプロペラに突っ込んでしまい、そのまま切り刻まれ死亡する。飛び散った肉片や血液などは緑色をしていた。
ツァイトガイスト
演 - ビル・スカルスガルド、日本語吹替 - 田村真
ウェイドとウィーゼルのリクルートにやってきた、X-フォースメンバーとなるミュータント。能力は口から強酸性の粘液（ゲロ）を吐くこと。護送車襲撃時に木材用の粉砕機に突っ込んでしまう。その直後、ピーターが助けに入るも、誤って酸性のゲロを彼に浴びせて死なせてしまい、自身は粉砕機に引きずり込まれ死亡する。
バニッシャー
演 - ブラッド・ピット（カメオ出演）
ウェイドとウィーゼルのリクルートにやってきた、X-フォースメンバーとなるミュータント。身体を完全に透明にする能力を持つが、常に透明化しており、声を発しないのでその場にいるのかもわからず、ウェイドも困惑していた。一瞬だけ姿が映り、ブラッド・ピットが演じていることが確認できる。護送車襲撃時に電線に引っかかり感電死する。その後、火達磨の状態で野次馬やウェイドの目の前に落下する。
ピーター
演 - ロブ・ディレイニー、日本語吹替 - 三上哲
ウェイドとウィーゼルのリクルートでやってきた、X-フォースメンバーとなる一般人の男性。普通の人間のため、特殊能力は無い。ウェイドとウィーゼルが掲載した募集広告を見て、仕事欲しさと興味本位でメンバー入りした。皮膚がんを患っており、治療用のクリームをよく顔に塗っている。護送車襲撃時は無事に着陸できたが、粉砕機に巻き込まれたツァイトガイストを助けようとした際に彼の強酸性のゲロを浴びてしまい死亡する。その後、ケーブルのタイムマシンで過去へ戻ったウェイドに諭され、Xフォースを去る。
ジャガーノート
声 - ライアン・レイノルズ、日本語吹替 - 乃村健次
収容施設「アイスボックス」に拘束されていた巨大で強靭な肉体を持つミュータント。仲間を欲しがっていたラッセルによって移送中に拘束を解かれ、彼と意気投合し、彼の復讐を手伝うことになる。彼の姿を見たウェイドからは如何に自分がジャガーノートの大ファンであるかを熱弁されるも、体を腰から二つに引き千切る残虐行為で応えている。前述のとおり自身を開放したラッセルに対して付き合いが良く、「皆殺し」(日本語吹き替えでは「一緒に暴れよう」)の返事を問われた際には、それが正式なミドルネームとの冗談を返すなどユーモラスな一面を随所で覗かせている。
最終局面ではコロッサスと一進一退の攻防を繰り広げ、援護に来たユキオとネガソニックの加勢の結果、破損した街灯から引き抜いた電線を尻に突き刺された挙句プールに突き落とされ物語からはフェードアウトする。

### その他
レッドネック#1
演 - アラン・テュディック（カメオ出演）
ケーブルに車を奪われる田舎者。
レッドネック#2
演 - マット・デイモン（ディッキー・グリーンリーフ名義）（カメオ出演）、日本語吹替 - こばたけまさふみ
ケーブルに車を奪われる田舎者。

### X-MEN
チャールズ・エグゼビア / プロフェッサーX
演 - ジェームズ・マカヴォイ（クレジットなし）（カメオ出演）
X-MENの創設者にして、ミュータントの学校である「恵まれし子らの学園」の学園長。世界最強のテレパシー能力を持つミュータント。
ハンク・マッコイ / ビースト
演 - ニコラス・ホルト（クレジットなし）（カメオ出演）
X-MENの天才科学者にして、プロフェッサーXことチャールズの友人。獣のような姿のミュータント。ウェイドが他のX-MENのメンバーを自分の映画に出さないことに文句を垂れる背後で、X-MENオールスターが集う部屋の扉を静かに閉めた。
ピーター・マキシモフ / クイックシルバー
演 - エヴァン・ピーターズ（クレジットなし）（カメオ出演）
X-MENのメンバーにして、超音速移動能力を持つミュータント。X-MENの宿敵であるマグニートーことエリック・レーンシャーの実の息子。
スコット・サマーズ / サイクロップス
演 - タイ・シェリダン（クレジットなし）（カメオ出演）
X-MENのリーダーにして、目からオプティックブラストというビームを放出する能力を持つミュータント。
オロロ・マンロー / ストーム
演 - アレクサンドラ・シップ（クレジットなし）（カメオ出演）
X-MENのメンバーにして、天候を操る能力を持つミュータント。
カート・ワグナー / ナイトクローラー
演 - コディ・スミット＝マクフィー（クレジットなし）（カメオ出演）
X-MENのメンバーにして、瞬間移動能力を持つ深青の悪魔の容姿をしたミュータント。

### 別世界線
ローガン / ウルヴァリン
演 - ヒュー・ジャックマン（クレジットなし）、日本語吹替 - 山路和弘
『ウルヴァリン:X-MEN ZERO』に登場する、不死身に近い治癒能力とアダマンチウム製の爪を持つミュータント。同作終盤のシーンのアーカイブ映像を用い、新規カットを追加する形で登場。
『X-MEN ZERO』で「デッドプール/ウェポンXI」に改造された同作のウェイドと対峙するが、戦闘前にタイムトラベルしてきた本作のウェイドの乱入を受ける。「君の旧友ウェイドがまた仕事に戻れと言ったら、イエスというように」と告げられると、それに対して頷く。
ライアン・レイノルズ
演 - 本人、日本語吹替 - 加瀬康之
本作品でウェイドを演じる俳優。映画『グリーン・ランタン』の主役に抜擢されたことを喜ぶが、そこで未来の自身が演じるウェイドによって射殺されてしまう。

### 『デッドプール2のおとぎばなし』
フレッド・サヴェージ
演 - 本人、日本語吹替 - 勝杏里
『デッドプール2のおとぎばなし』にのみ登場。ハリウッドの元人気子役。ウェイドに捕らえられ、PG-13版の『デッドプール2』の物語を聞かされる。

## 興行成績
2019年1月6日の時点で、デッドプール2は1億1000万ドルの予算に対して、米国およびカナダで3億2460万ドル、その他の地域で4億1,810万ドルを稼ぎ出している。
2018年4月20日に、FandangoとRegal Cinemasは、デッドプール2が今までで最も売れたR指定の映画だと発表した。この映画はアメリカで4332の劇場で公開され、この数字はR指定の映画では史上最多である（それまでは、『IT/イット “それ”が見えたら、終わり。』が、4103館での公開でトップだった）。
この映画は81の国で公開され、イギリスでは1800万ドル、韓国では1700万ドル、ロシアでは1180万ドル、オーストラリアでは1170万ドルを稼ぎ出した。

## エクステンデッド版
本作は、ソフト化と共に本編より約15分長い『スーパードゥーパー ＄＠％！＃＆ カット』と称したエクステンデッド版が製作された。劇場版で削除されたシーンのほか、本編内のいくつかの場面がロング・バージョンとして収録されている。これに伴い、日本語吹替版においても一部のセリフの変更および追加シーンにおける新録が行われている。
劇場公開版とエクステンデッド版の顕著な相違点は以下の通り。
- 冒頭、ウェイドが諸国の悪党たちを退治する場面にいくつかの追加シーン、および襲撃する順番の変更。ウェイドが訪れる日本の土地が東京から大阪になり、ロング・バージョン化。
- オープニング・クレジットの変更。
- 自暴自棄に陥ったウェイドによる複数の自殺シーンの追加。
- ケーブルが現代にタイムトラベルしてくるシーンが長くなっており、タイムトラベルが派手になっている。
- アイスボックスのシーンでウェイドがケーブルに未来の事を質問する内容が変更されている。
- 輸送トレーラーでの戦闘シーンでの台詞の追加。
- シスター・マーガレットのバーをはじめとした、多岐にわたる場面での細かな言い回しの変更、および追加。
- 仲違いしたコロッサスを説得する際に、ウェイドが館の外から一方的に話すのではなくコロッサスがバルコニーに出てきて会話するという流れに変更。
- ミッド・クレジット・シーンにおける、ウルヴァリンとの対話シーンの追加。

これに加え、以下の二点はエクステンデッド版でも追加されていない未公開シーンとして存在する。
- 公園のベンチにて、ウェイドが老夫婦と口論になった後自殺しようとしてコロッサスに殴られるシーン。
- ウェイドが赤ん坊のアドルフ・ヒトラーを抱え上げるシーンのロング・バージョン。

## PG-13版
21世紀フォックスが、12月21日にPG-13版の公開を計画していると報じられた。PG-13指定になることで、事実上全ての年齢で見ることができるようになる。20世紀フォックスはタイトル未定のデッドプールの新作映画として扱っているという。BBCのジャーナリスト、リゾ・ムジバが、タイトルはティム・バートン製作の『ナイトメアー・ビフォア・クリスマス』に因んだ、『The Deadpool Before Christmas』になる予定だと明かしたが、最終的にタイトルは『Once Upon a Deadpool』となった。2018年12月12日から24日まで全米で公開され、日本では『デッドプール2のおとぎばなし』というタイトルで2019年2月20日から字幕版と日本語吹替版の配信が開始された。